# Działanie dwuargumentowe

Symbole czterech podstawowych działań arytmetycznych używane w Polsce

Działanie dwuargumentowe, działanie binarne – działanie algebraiczne o argumentowości równej dwa, czyli funkcja przypisująca dwóm elementom jednego zbioru element tego samego zbioru: {\displaystyle *\colon X\times X\to X.} Takie działania bywają też nazywane wewnętrznymi dla kontrastu z działaniami zewnętrznymi opisanymi w dalszej sekcji.
Działania dwuargumentowe pojawiają się między innymi w arytmetyce i są jednym z głównych przedmiotów badań algebry. Takimi działaniami definiuje się podstawowe struktury algebraiczne jak:
- grupy i ich uogólnienia na monoidy, półgrupy i grupoidy;
- ciała i ich uogólnienia na pierścienie i półpierścienie;
- algebry Boole’a i ich uogólnienia jak kraty i półkraty.

Działania dwuargumentowe mogą mieć różne własności jak przemienność, łączność i rozdzielność względem innego działania na tym samym zbiorze. Elementy zbioru, na którym określono działanie, mogą mieć względem tego działania szczególne własności jak neutralność i idempotentność. Własności działań i istnienie takich elementów pojawiają się w aksjomatycznych definicjach wspomnianych struktur.

## Przykłady

### Działania wewnętrzne

Działanie dwuargumentowe wewnętrzne

Sa to funkcje przypisująca każdej parze uporządkowanej elementów danego zbioru {\displaystyle X} element tego samego zbioru:
{\displaystyle *\colon X\times X\to X,\ \forall x,y\in X\colon (x,y)\mapsto x*y.}
Przykłady to:
- dodawanie (+) liczb naturalnych i jego uogólnienia jak dodawanie liczb całkowitych, wymiernych, rzeczywistych, zespolonych i innych;
- odejmowanie (−) liczb całkowitych i jego uogólnienia jak odejmowanie liczb wymiernych, rzeczywistych, zespolonych i innych;
- mnożenie (·) liczb naturalnych i jego uogólnienia jak odejmowanie liczb całkowitych, wymiernych, rzeczywistych, zespolonych i innych;
- dzielenie (:) niezerowych liczb wymiernych, niezerowych rzeczywistych, niezerowych zespolonych i innych. Nie jest to działanie na wszystkich liczbach wymiernych, gdyż nie jest określone dzielenie przez zero – wynik dla par postaci {\displaystyle (x,0)}[2];
- potęgowanie dodatnich liczb naturalnych i jego uogólnienie na potęgowanie dodatnich liczb rzeczywistych;
- dodawanie wektorów w przestrzeni liniowej;
- złożenie funkcji działających wewnątrz ustalonego zbioru, inaczej działań jednoargumentowych: {\displaystyle \circ \colon F\times F\to F.}

Mnożenie i dodawanie liczb jest łączne i przemienne. Z kolei odejmowanie i dzielenie, nie są ani łączne, ani przemienne. Elementem neutralnym dodawania liczb rzeczywistych jest {\displaystyle 0,} elementem neutralnym mnożenia jest {\displaystyle 1.} Działania odejmowania i dzielenia liczb rzeczywistych nie mają elementów neutralnych. W ogólności składanie funkcji jest łączne, ale nie jest przemienne.

### Działania zewnętrzne
Działanie zewnętrzne to funkcja przypisująca każdemu elementowi iloczynu kartezjańskiego zbiorów {\displaystyle X} oraz {\displaystyle Y} element pewnego zbioru {\displaystyle Z,}
{\displaystyle \spadesuit \colon X\times Y\to Z,\quad \forall _{x\in X,y\in Y}\;(x,y)\mapsto \spadesuit (x,y)}
Przykładami takich działań są
- mnożenie przez skalar w przestrzeni liniowej {\displaystyle V} nad ciałem {\displaystyle K,}
{\displaystyle \cdot \colon K\times V\to V,}
- działanie grupy {\displaystyle G} na zbiorze {\displaystyle X,}
{\displaystyle \varphi \colon G\times X\to X.}

## Oznaczenia
Działania, w przeciwieństwie do funkcji zapisywanych zwykle z wykorzystaniem zapisu przedrostkowego, np. {\displaystyle f(a,b),} opisuje się najczęściej za pomocą zapisu wrostkowego, np. {\displaystyle a\oplus b,} choć nic nie stoi na przeszkodzie, aby korzystać z pozostałych sposobów: dla funkcji (działania) {\displaystyle \diamondsuit } wyróżnia się notacje
- przedrostkową, prefiksową lub polską,
{\displaystyle \diamondsuit (x,y),}
- przyrostkową, postfiksową lub odwrotną polską,
{\displaystyle (x,y)\diamondsuit ,}
- wrostkowa, infiksowa,
{\displaystyle (x\;\diamondsuit \;y).}

Przykładowo wyrażenie wrostkowe {\displaystyle 2\cdot (4-1)+3,} będzie miało następującą postać
- prefiksową: {\displaystyle +\,\cdot \,2\,-\,4\;1\;3,}
- postfiksową: {\displaystyle 2\,4\,1\,-\,\cdot \,3\,+.}

Przewagą notacji przyrostkowej, jak i przedrostkowej nad notacją wrostkowej jest fakt, że nawiasy w wyrażeniach można pominąć nawet wtedy, gdy działanie nie jest łączne.
Ze względu na tradycję, szczególnie jeśli rozważa się więcej niż jedno działanie i pozostają one między sobą w pewnej relacji, to funkcje w zapisie addytywnym zapisuje się zwykle z wykorzystaniem symboli zawierających:
- plus:
{\displaystyle +\oplus \bigoplus \uplus \biguplus \boxplus } lub
- zwężających się ku dołowi:
{\displaystyle \cup \bigcup \biguplus \sqcup \bigsqcup \vee \bigvee .}

Działanie odwrotne do powyższego zapisuje się zazwyczaj za pomocą symboli zawierających poziomą kreskę {\displaystyle -\circleddash \ominus \boxminus .}
Symbole działań w zapisie multiplikatywnym obejmują m.in.:
- kropkę lub okrągły znak:
{\displaystyle \cdot \circ \bullet \bigodot \boxdot \;\circledcirc ,}
- iks:
{\displaystyle \times \otimes \bigotimes \boxtimes ,}
- gwiazdkę:
{\displaystyle \star *\circledast } lub
- zwężające się ku górze
{\displaystyle \cap \bigcap \sqcap \wedge \bigwedge .}

Popularne działania multiplikatywne (mnożenia) częstokroć nie posiadają oznaczenia. Działanie odwrotne do powyższego oznacza się najczęściej przez {\displaystyle \cdot ^{-1},} notacji wynikającej z definicji potęgowania.

## Struktury algebraiczne
Strukturę {\displaystyle (X,\heartsuit )} nazywa się grupoidem. Jeśli jest ono dodatkowo łączne, strukturę tę nazywa się półgrupą. Jeśli działanie {\displaystyle \heartsuit } ma dodatkowo element neutralny, to struktura {\displaystyle (X,\heartsuit )} jest monoidem. Jeśli struktura {\displaystyle (X,\diamondsuit ,\heartsuit )} jest grupą ze względu na przemienne działanie {\displaystyle \diamondsuit } i półgrupą ze względu na {\displaystyle \heartsuit ,} przy czym działanie {\displaystyle \heartsuit } jest rozdzielne względem {\displaystyle \diamondsuit ,} to strukturę tę nazywa się pierścieniem. Jeżeli działanie {\displaystyle \heartsuit } jest przemienne, to dowolną z powyższych struktur nazywa się przemienną.